# Yū Asagiri
Yū Asagiri (あさぎり夕, Asagiri Yū), nascuda com Yuriko Takano (高野夕里子, Takano Yuriko), que també signa com Yū Asagiri (朝霧夕, Asagiri Yū), és una mangaka japonesa de Tòquio (Japó). Va fer el seu debut en el manga en 1976. Asagiri va rebre en 1987 el Kodansha Manga Award per shōjo amb Nana Iru Majikku ("Set Colors Magics").